# Alvin Tehau
Pour les articles homonymes, voir Tehau.
Alvin Tehau, né le 10 avril 1989, est un footballeur international tahitien. Il est le frère jumeau de Lorenzo Tehau, frère de Jonathan Tehau et cousin de Teaonui Tehau.

## Carrière
Alvin joue dans le club de AS Tefana, remportant deux titres de champion et deux coupes de Polynésie française. Il quitte son île pour l'Indonésie, en 2011, rejoindre Lionel Charbonnier entraînant Atjeh United. Charbonnier était entraîneur de l'équipe de Tahiti des moins de 20 ans avant de devenir entraîneur de l'Ajteh.
Après cela, il décide de se diriger vers la Belgique et reste peu de temps au FC Bleid-Gaume, équipe qui sera entraînée par Charbonnier à partir de la saison suivante.
Il est retenu en 2012 pour jouer la Coupe d'Océanie 2012 avec l'équipe de Tahiti. Il inscrit deux buts contre les Samoa, marquant ses premiers buts en sélection nationale. Plus tard dans la compétition, il en marque un autre contre la Nouvelle-Calédonie et un contre Vanuatu. Tahiti remporte la compétition pour la première fois de son histoire.
Plus tard, il participe à la Coupe de l'Outre-Mer 2012 et marque deux buts contre la Martinique. Néanmoins, Tahiti finit troisième de son groupe et prend la septième et avant-dernière place du tournoi. Tehau sera le meilleur buteur tahitien de cette compétition avec ces deux buts.

## Palmarès
- Vainqueur de la Coupe d'Océanie en 2012 avec l'équipe de Tahiti
- Finaliste de la Ligue des champions de l'OFC en 2012 avec l'AS Tefana
- Champion de Polynésie française en 2010 et 2011 avec l'AS Tefana
- Vainqueur de la Coupe de Polynésie française en 2010 et 2011 avec l'AS Tefana